# Universidad de Pau y de los Países del Adour
La Universidad de Pau y de los Países del Adour (en francés, Université de Pau et des Pays de l'Adour, UPPA) es una universidad francesa en el departamento de Pirineos Atlánticos, y también en Altos Pirineos y Landas (Pays de l'Adour). Con 13 000 estudiantes en total, es la tercera universidad en importancia de la región suroeste de Francia.

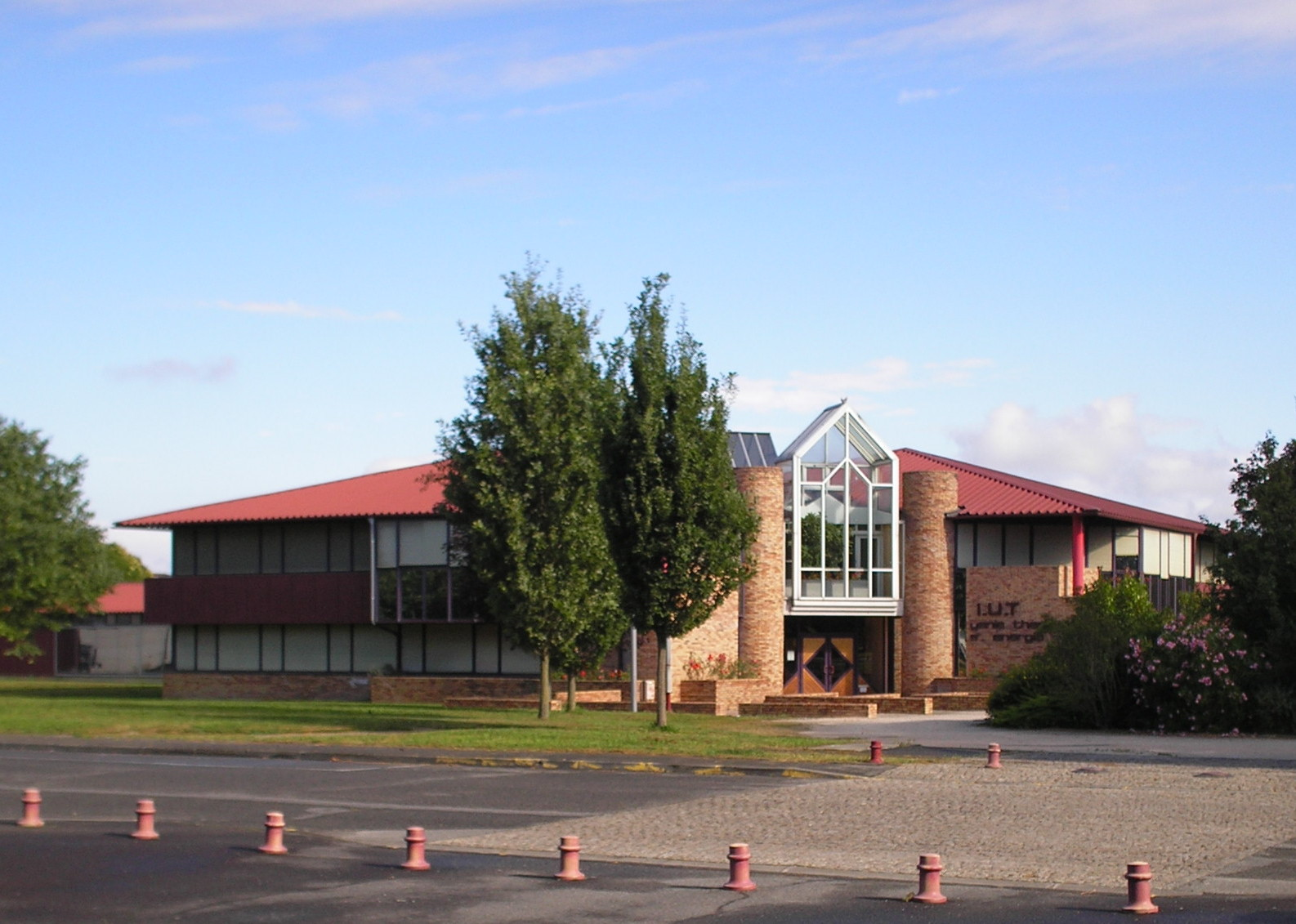
Campus de Pau de la Université de Pau et des Pays de l'Adour (UPPA).

## Historia
La Universidad de Pau y Pays de l'Adour nació en 1970. El número de estudiantes aumentó de 4.500 en 1975 a 8.200 en 1987.
Al comienzo del año escolar 2018, UPPA da la bienvenida a más de 13,000 estudiantes.

## Sedes
Los estudiantes están repartidos entre el campus de Pau (Pirineos Atlánticos) y las otras cuatro sedes :
- Bayona-Anglet (Pirineos Atlánticos)
- Tarbes (Altos Pirineos)
- Mont-de-Marsan (Landas)

## Oferta de formación
La oferta de formación esta diversificada en ciencias, lenguas, y ciencias humanas y sociales.